# Supercoppa degli Emirati Arabi Uniti 2009
La UAE Super Cup 2009  si è disputata il 23 settembre 2009. La sfida ha visto contrapposte l'Al Ahli, vincitore della UAE Football League 2008-2009, e l'Al-Ain, detentrice della Coppa del Presidente degli Emirati Arabi Uniti 2008-2009.
A conquistare il titolo è stato l'Al-Ain che ha vinto per 5-3 dopo i calci di rigore, dopo che l'incontro si era concluso sul 2-2.

## Tabellino
| Dubai 23 settembre 2009, ore 18:30                                                                                   | Al-Ahli Dubai        | 2 – 2                  | Al-Ain | Al-Rashid Stadium |
| \| \| \| \| \| Rabo 73’ (rig.) Rashid 90’ \| Marcatori \| 35’, 86’ Emerson Sheik \| \| \| Tiri di rigore 3 – 5 \| \| |                      |                        |        |                   |
| |                      |                        |        |                   |
| Rabo 73’ (rig.) Rashid 90’                                                                                           | Marcatori            | 35’, 86’ Emerson Sheik |        |                   |
| | Tiri di rigore 3 – 5 |                        |        |                   |